# Alan Joyce

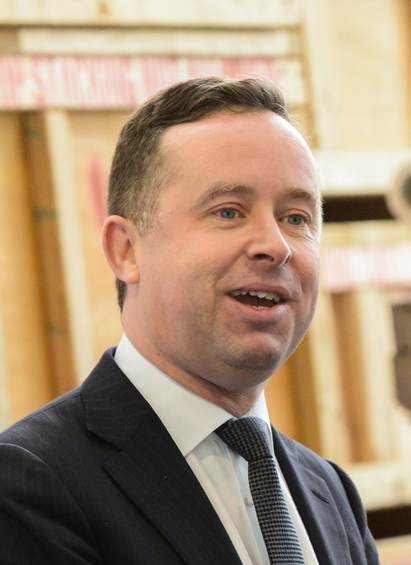
Alan Joyce, 2012

Alan Joseph Joyce AC (* 30. Juni 1966 in Dublin) ist ein irisch-australischer Manager. Er lebt offen homosexuell und macht sich für die Rechte von Schwulen und Lesben sowie gegen eine Volksabstimmung zur gleichgeschlechtlichen Ehe in Australien stark. Mit einem Gehalt von 12,96 Millionen AUD gehört er momentan zu den bestbezahlten australischen Managern.

## Leben
Joyce studierte am Dublin Institute of Technology und am Trinity College Dublin Mathematik, Physik und Wirtschaftswissenschaften.
Seit 2008 ist Joyce als Nachfolger von Geoff Dixon Chief Executive Officer (CEO) der australischen Luftfahrtgesellschaft Qantas Airways. Seit 1999 lebt Joyce mit seinem Lebenspartner in Sydney. Joyce ist Mitglied des Aufsichtsrats der IATA.